# علامة أبادي للدراق الجحوظي
علامة أبادي للدراق الجحوظي (بالإنجليزية: Abadie's sign of exophthalmic goiter)‏ هي علامة طبية تتمثل بحدوث تشنج في العضلة رافعة الجفن العلوية مع انكماشٍ في الجفن العلوي (حيثُ تظهر الصلبة أعلى القرنية)، وتظهر هذه العلامة في داء غريفز، كما تؤدي مع جحوظ العين إلى ظهور عيون مُنتفخة.
سُميت نسبةً إلى جان ماري تشارلز أبادي.